# 검은 짐승
검은 짐승(BLACK BEAST)은 대한민국에서 제작된 황하민 감독의 2022년 범죄, 스릴러, 드라마 영화이다. 서동건 등이 주연으로 출연하였다.

## 출연

### 주연
- 서동건
- 이한샘
- 명노경